# César Paredes Canto
César Alipio Paredes Canto (Cajamarca, 22 de noviembre de 1941-Ib., 7 de mayo de 2018) fue un catedrático y político peruano. Fue segundo vicepresidente de la República del Perú durante el segundo gobierno de Alberto Fujimori (1995-2000).
Fue docente y rector de la Universidad Nacional de Cajamarca (UNC), llegando a ser presidente de la Asamblea Nacional de Rectores (ANR). En las elecciones generales de 1995 postuló como candidato a la segunda vicepresidencia de la República, integrando la plancha presidencial del entonces presidente Alberto Fujimori, que triunfó en lo que fue su primera reelección. A poco de iniciada su gestión fue involucrado en un caso de tráfico de influencias.
En 2015 el Centro de Convenciones Ollanta de la Ciudad de Cajamarca, por decisión de Consejo Universitario de la UNC, fue renombrado como Centro de Convenciones César Alipio Paredes Canto en honor a este personaje.

## Publicaciones
- Coplas de Cajamarca (2013)[4]